# Черноспинный пестрохвостый попугай
Черноспинный пестрохвостый попугай (лат. Touit melanonotus) — птица семейства попугаевых.

## Внешний вид
Длина тела 16 см. Окраска зелёная. Плечи и спина чёрные. Хвостовые перья с наружной стороны фиолетово-красного цвета с зелёными кончиками и с поперечными чёрными полосками; снаружи они фиолетово-красные, внутри красные.

## Распространение
Обитает на юго-востоке Бразилии.

## Угрозы и охрана
Сейчас стал редким из-за сведения лесов близ Атлантического побережья.